# Atolul Aldabra
Aldabra este un atol de corali în Aldabra (un grup de insule din Oceanul Indian), care fac parte din Seychelles.
Insula este situată la mai mult de 700 de mile de Mahé, și este mai aproape de coasta Africii și Madagascar. Atolul Aldabra are cea mai mare populație de țestoase gigante, ajungând la un număr de 100.000. Grupul include Insula Adormirea Maicii Domnului și atolii Astove și Cosmoledo.
Aldabra a fost vizitat de navigatorii portughezi în 1511. Insulele erau deja cunoscute de arabi, de la care primesc numele lor. În mijlocul secolului al XVIII-lea, ele au devenit dependente de colonia franceză Réunion, de unde au fost făcute expediții de caputare a țestoasei gigant. În 1810 cu Mauritius, Reunion, Seychelles și alte insule, Aldabra a trecut în posesia Marii Britanii. Réunion a revenit Franței, și Mauritius a câștigat Aldabra, precum și celelalte insule Seychelles. Primii locuitori au fost emigranți din Seychelles. Marinarii au aterizat pe atol în secolul al XIX-lea și au încercat să caute pe insulă țestoase drept mâncare; în 1842, două nave au fost raportate că au luat 1200 din ele. În jurul anului 1900, țestoasele erau pe cale de dispariție și un echipaj a trebuit să vâneze trei zile pentru a găsi una singură. Un adevărat dezastru al insulei a fost în anul 1960, când britanicii au intrat în negocieri cu Statele Unite pentru a transforma insula într-o bază militară aeriană. Propunerea a creat un protest al ecologiștilor, iar rugămințile lor au dus la abandonarea planurilor, ulterior fauna sălbatică primind protecție majoră.
Atolul este situat la 9° 24' latitudine sudică 46° 22' longitudine estică / -9.4 S, 46.367 E, și aparține de Aldabra Group, unul dintre grupurile de insule din exterior al Insulelor Seychelles. Atolul se află la 265 mile nord-vest de Madagascar și 1150 km sud-vest de Mahé, insula principală din arhipelagul Seychelles. De Insulele Comore se întind la 220 mile sud-vest de Aldabra. Atolul Aldabra, împreună cu Des Roches și Farquhar, au făcut parte din Teritoriul Britanic din Oceanul Indian din 1965 până la Independența Seychelles în 1976.
Atolul este al doilea ca mărime din lume după Kiritimati. Are 34 km lungime, 14,5 km lățime, poate ajunge până la 8 metri deasupra nivelului mării, și are o suprafață de 155,4 km². Laguna măsoară 224 km², dintre care aproximativ două treimi de uscat se încadrează în timpul reflux. 
Atolul constă dintr-un inel de patru insule mai mari (de ceasornic), incluzând South Island (Grand Terre, 116,1km²), Malabar sau Oriental Island (26,8km), Polymnieli sau Polymnie (4,75km²) și Picard sau Vest Island (9,4km²)
Întrucât atolul este atât de izolat, multe dintre speciile de floră și faună se găsesc numai aici. Insulițele și formațiunile stâncoase din lagună oferă locuri de cuibărit pentru mii de păsări. E posibil să aibă cea mai mare populație de faeton (Phaethon rubricauda) și a doua cea mai mare colonie de fregate din lume. Mai sunt aici și alte păsări, precum lișița nezburătoare de Aldabra, singura pasăre din insulele Oceanului Indian care nu zboară.
Cei mai renumiți rezidenți ai atolului sunt însă țestoasele gigant de Aldabra, ultimele țestoase gigant din specia care odinioară era răspândită în toată regiunea. Se presupune că, încă de la mijlocul secolului XIX, această specie a dispărut din zonă din cauza exploatării comerciale care a fost pe punctul de a extermina și țestoasa de Aldabra. Mai sunt alte două specii de țestoase care cuibăresc pe plajele din Aldabra – țestoasa verde și caretul.
Spre deosebire de vecinele Seychelles, aici calcarul a fost erodat și transformat în stânci subțiri și ascuțite și puțuri pline cu apă.
Dar mangrovele adăpostesc creșe de pește, iar în lagună trăiesc o mulțime de animale marine, de la rechinul de recif cu aripioară neagră la pisici de mare și pești-papagal. De aproape un secol, biologii studiază flora și fauna atolului pe care nu locuiesc decât cei care lucrează la centrele de cercetare.
Populație
Nelocuit.
Sezon recomandat pentru călătorie
Mai-septembrie.
Cum se ajunge acolo
Practic, nu se poate ajunge acolo decât cu un vapor de croazieră care pleacă din Victoria, pe insula Mahe.
Puncte de atracție
- Țestoasa gigant de Aldabra – pe Aldabra sunt de zece ori mai multe țestoase gigant decât în Galápagos.
- Coloniile de păsări care cuibăresc pe insulițele din lagună – fregate, faeton și corbi de mare cu picioare albastre.
- Lișița nezburătoare de Aldabra – singura pasăre din insulele Oceanului Indian care nu zboară.

Informații importante
Atolul Aldabra este nelocuit și foarte izolat. Atolul Astove, care face parte din acesta, a fost locuit la un moment dat de sclavi care reușiseră să scape de pe o corabie portugheză în 1760.